# Nalsza
Nalsza (łac. Nalsen) – dawne ziemie zamieszkane przez bałtyckie plemię Nalszan (podległe Połockowi) we wczesnych latach istnienia Wielkiego Księstwa Litewskiego.
Rejon ten wspominany jest w źródłach od 1229 do 1298 roku. W późniejszych latach nie jest już wzmiankowany, zapewne przez fakt wchłonięcia tych ziem przez Wielkie Księstwo Litewskie. Dokładna lokalizacja Nalszy nie jest znana, ale wiadomo, że leżała na północny wschód od Wilna i na północy graniczyła z Liwonią. Uciana i Święciany kojarzone są jako jedne z ważniejszych ośrodków Nalszy. Książętami Nalszan byli między innymi Dowmunt z Nalszczan (później w Pskowie), Suxe (w 1268 r. w Rydze przeszedł na stronę Inflant), Gerden – rywal Dowmunta.